# Souks de Marrakech

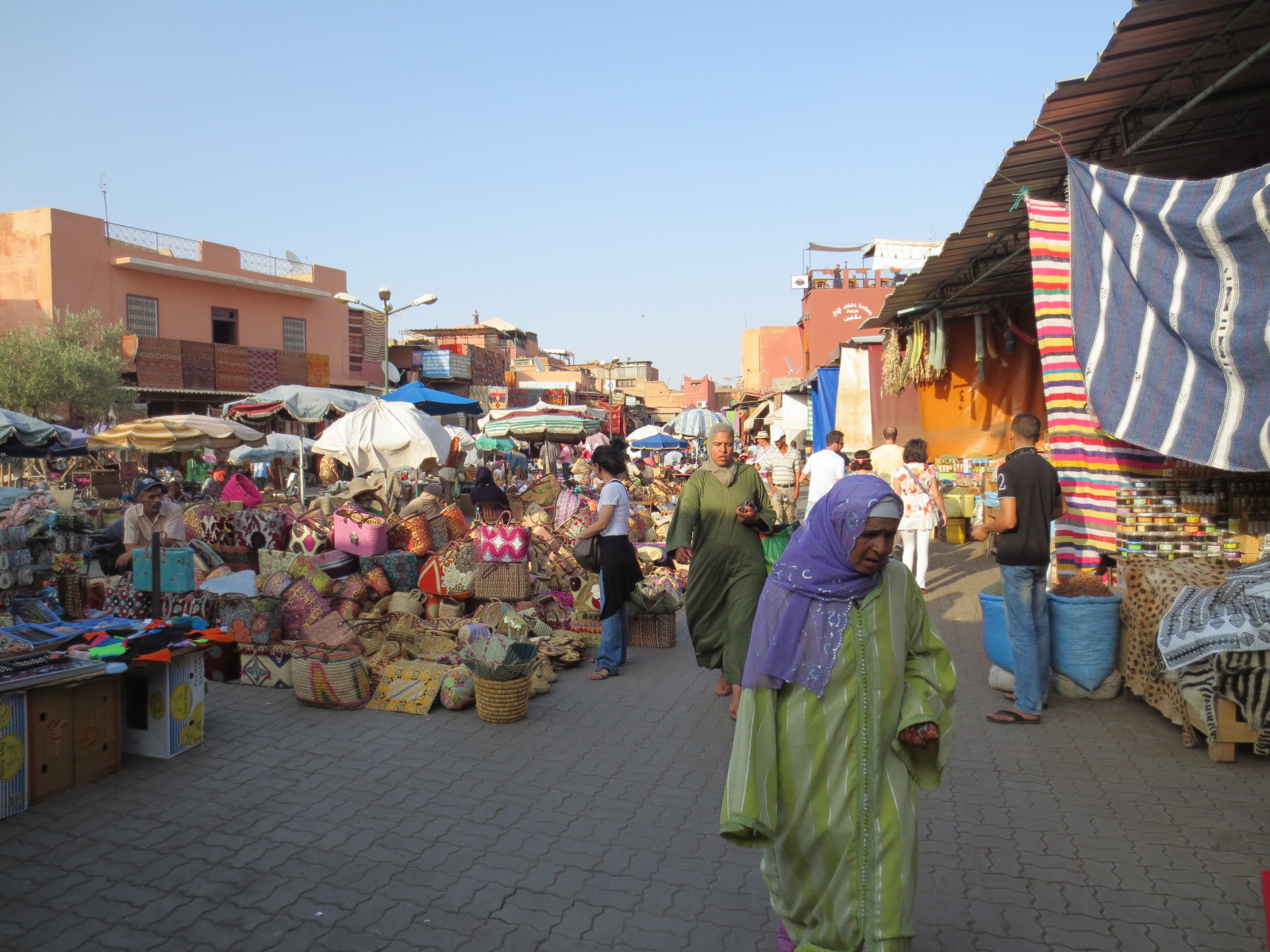
Souk de Marrakech

Les souks de Marrakech sont des souks (marchés orientaux traditionnels) de la médina de Marrakech, un des principaux lieux du commerce et du tourisme au Maroc.

## Historique
Marrakech est un haut lieu historique du commerce et des échanges commerciaux par caravane au Maroc. 
Les souks de la médina de Marrakech sont de véritables labyrinthes d'échoppes et d'ateliers artisanaux, organisés par quartiers et par métiers et regroupent plus de 2600 artisans marocains pour une vingtaine de corporations. Le souk principal s’étend au centre de la médina, du nord de la célèbre place Jemaa el-Fna à la Medersa Ben Youssef.
Les allées centrales qui traversent les souks sont réservées aux échoppes de ventes alimentées à l’origine par les artisans qui travaillent dans les ruelles adjacentes. 
Les commerçants et artisans locaux fabriquent et vendent leur production d'artisanat marocain traditionnel : bijoux, vases, théières, lanternes, chaudrons, plateaux, tapis, cuir, soins du corps, vêtements, étoffes, tissus, poterie, parfums, alimentation, pâtisserie marocaine, épices ...
Des brigades touristiques en civil protègent de tout danger à s'aventurer dans les souks. Peu de prix sont affichés et le marchandage de chaque produit est une tradition. 

## Organisation artisanale des souks
Chaque corps de métier est historiquement structuré et établi dans une zone délimitée de la médina, sous forme de corporations avec des règles strictes et une hiérarchie professionnelle. Les apprentis terminent l'apprentissage de leur métier en réalisant une pièce de leur création, jugée par une commission de mâalems, maîtres artisans et maître d'apprentissage, gardiens du savoir-faire artisanal traditionnel ancestral. Ils peuvent ensuite s’installer à leur compte et devenir artisan. 
À la tête de chaque métier, il y a un amine, homme sage de confiance élu démocratiquement par ses pairs pour une période indéterminée, respecté par tous les membres de sa corporation. Il intervient en tant que médiateur et conciliateur, pour régler tout litige qui peut survenir entre les membres ou entre les membres et les fournisseurs et les clients selon un code non écrit mais que personne ne remet en question.

## Souks de Marrakech
- Souk Ahiak : marché de tissus et vêtements.
- Souk Attarine : marché de la dinanderie et des épiciers.
- Souk Cherratines : marché des selliers et du cuir.
- Souk Chouari : marché des vanniers et tourneur sur bois.
- Souk Dhabia : marché des bijoutiers ...
- Souk Dlala : marché aux enchères de djellabas.
- Souk El Kebir : marché des maroquiniers.
- Souk Eloustat : marché des tissus, laine, couverts en bois ...
- Souk Fekharines : marché des potiers.
- Souk Haddaddines : marché des forgerons et ferronnerie.
- Souk Kassabines : marché des vanniers et des épices.
- Souk Les Tamis : marché des lustres et des lampes en fer forgé.
- Souk Moulay Ali : divers ateliers.
- Souk Nejjarines : marché des menuisiers.
- Souk Rabia : marché des tapis.
- Souk Sabbaghines : marché des teinturiers.
- Souk Smata : marché des babouches.
- Souk Zrabia : marché de la maroquinerie, caftans et tapis.